# Dorothy Dix
Dorothy Dix, nata Elizabeth Meriwether Gilmer (18 novembre 1861 – 16 dicembre 1951), è stata una giornalista ed editorialista statunitense.

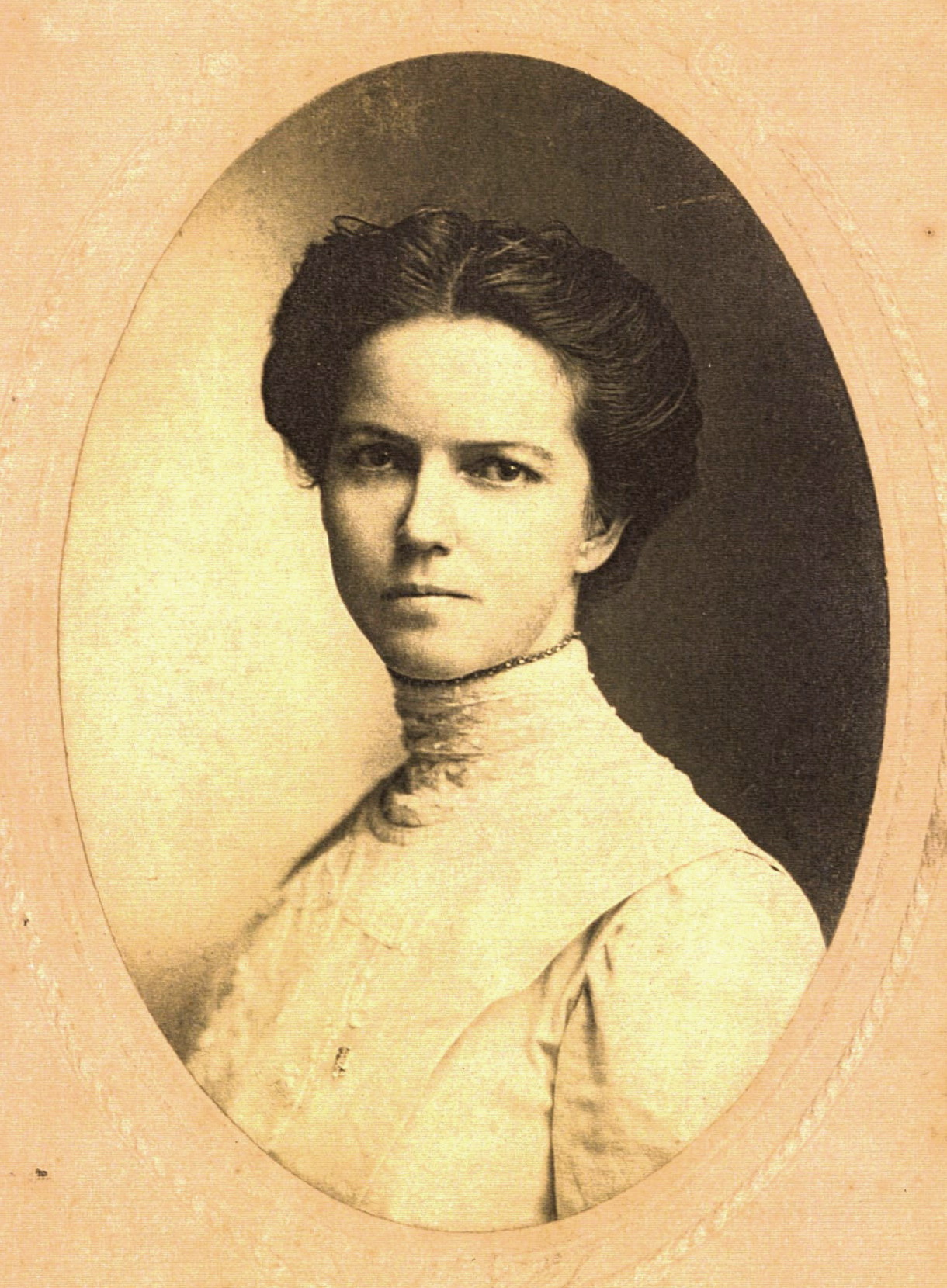
Dorothy Dix

Precorritrice dei giornalisti di consigli popolari di oggi, Dorothy Dix era tra le più pagate pubbliciste d'America e tra le più lette al momento della sua morte. I suoi consigli matrimoniali comparvero sui giornali di tutto il mondo. Con un pubblico stimato di 60 milioni di lettori, divenne una figura popolare e riconosciuta nei suoi viaggi all'estero.

Il suo nome è probabilmente all'origine del termine "Dorothy Dixer", un'espressione molto diffusa in Australia che sta a significare una domanda di un membro del Parlamento ad un ministro, fatta allo scopo di consentire al ministro di fare un annuncio nella forma di una risposta.

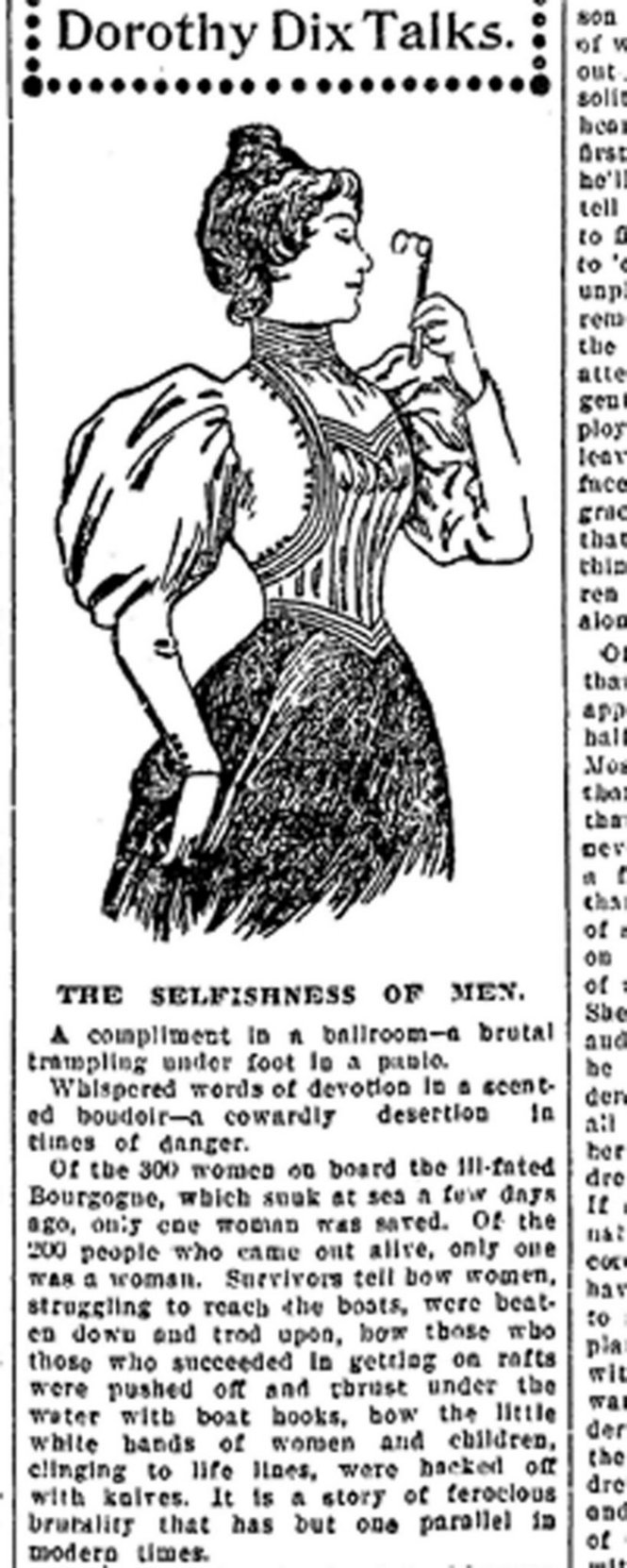
La Dix denuncia l'egoismo degli uomini nel disastro della nave SS La Bourgogne nella sua famosa rubrica Dorothy Dix Talks (1898).

## Biografia
Elizabeth Meriwether nacque nella piantagione Woodstock che si trovava ai confini della Montgomery County, Tennessee e la Todd County, Kentucky. La sua carriera giornalistica iniziò dopo un incontro casuale con Eliza Nicholson, proprietaria del giornale di New Orleans Daily Picayune nel 1893.

Sposò il fratello della sua matrigna, George Gilmer.

### Carriera
Usò per la prima volta lo pseudonimo Dorothy Dix nel 1896 per la sua rubrica sul Picayune: Dorothy perché le piaceva il nome e Dix in onore di un vecchio schiavo della famiglia di nome Mr. Dick, che aveva salvato l'argenteria dei Meriwether durante la Guerra civile. In pochi mesi la rubrica fu rinominata Dorothy Dix Talks e con questo nome diventò una delle più durature rubriche di giornale al mondo.

La Dix si occupò inoltre a lungo dei più celebri casi di omicidio a New York. Scrisse di ogni caso famoso fino al 1917, quando tornò a scrivere a tempo pieno per la sua rubrica. 
Ritornò in un'aula di tribunale solo nove anni dopo, nel 1926, per occuparsi del caso Hall-Mills dopo che il  New York Evening Post le offrì l'enorme cifra di 1000 dollari a settimana. La diffusa popolarità della sua rubrica ebbe inizio nel 1923 quando la Dix si associò con il Public Ledger Syndicate di Filadelfia. In vari periodi la sua rubrica fu pubblicata in 273 periodici. Al suo apice nel 1940, la Dix riceveva 100.000 lettere all'anno e il suo pubblico di lettori era stimato in circa 60 milioni, distribuiti in numerosi paesi tra cui Stati Uniti, Regno Unito, Australia, Nuova Zelanda, Sud America, Cina e Canada.
Una delle sue più celebri colonne fu Dictates for a Happy Life (Dettami per una vita felice),
un decalogo per vivere felici, che venne più volte ristampata a grande richiesta.

Oltre alle sue rubriche sui giornali, la Dix fu autrice di libri come How to Win and Hold a Husband e Every-Day Help for Every-Day People.